# Helmut Zacharias
Helmut Zacharias (Berlino, 27 gennaio 1920 – Brissago, 28 febbraio 2002) è stato un violinista, compositore, conduttore televisivo e direttore d'orchestra tedesco.

## Biografia

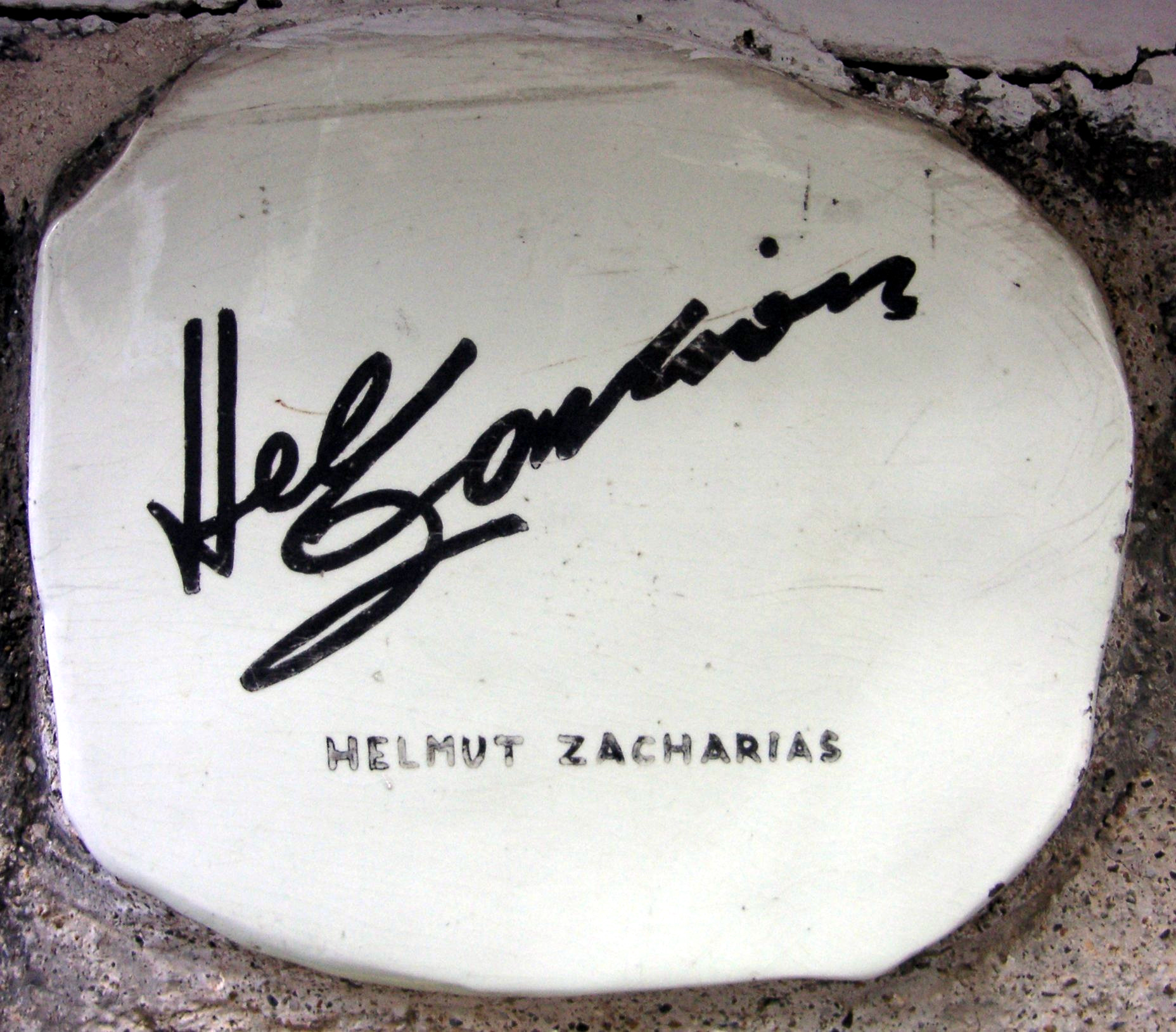
Autografo di Helmut Zacharias sul muretto di Alassio.

Zacharias, che per il suo modo di suonare fu chiamato "Il violinista magico", iniziò la sua carriera a soli quattro anni, motivato dal padre Karl Zacharias anch'egli compositore e violinista. All'età di sei anni si esibiva al cabaret Faun di Berlino e a undici fece il suo debutto in radio, suonando come solista un Concerto di Mozart per violino. Dopo gli studi alla Akademischen Hochschule für Musik di Berlino, nella classe di Gustav Havemann, vinse nel 1936 il Kreisler-Preis e il Molique-Preis. Nonostante i suoi studi classici e la situazione politica della Germania di quegli anni, dove il jazz era addirittura vietato dal regime nazista, Zacharias sviluppò una grande passione per questo genere musicale.
Nel 1950 fu eletto miglior violinista jazz dagli ascoltatori della AFN (American Force Network) di Francoforte, affermandosi quindi come uno dei migliori violinisti jazz europei.
Negli anni sessanta e settanta condusse diversi programmi televisivi e fu a capo di una sua orchestra, con la quale partecipò alle riprese di alcuni film, anche in Italia, come ad esempio Totò di notte n. 1 con la sua Beat Of The Night. 
Compose oltre 450 brani ed elaborò più di 1400 arrangiamenti, vendendo in tutto il mondo oltre 14 milioni di dischi e CD. Inoltre scrisse un manuale didattico, Il violino Jazz. Nel 1985 venne insignito della Bundesverdienstkreuz dalla Repubblica Federale Tedesca e nel 1995 ricevette il premio Bambi.
Dopo aver vissuto per qualche tempo a Genova, nel 1960 si trasferì ad Ascona, sul lato svizzero del Lago Maggiore, dove, dal 1997, si ritirò in una casa di riposo, affetto dalla malattia di Alzheimer.
È sepolto ad Amburgo, nel cimitero di Ohlsdorf.

## Vita privata
Era padre della giornalista Sylvia Zacharias, del campione di salto in alto Thomas Zacharias e del compositore di musica da film Stephan Zacharias.

## Discografia essenziale
- 12 Violin Sonatas, Op.2 (Vivaldi) (1953)
- Ich liebe deinen Mund (1955)
- Hello, Scandinavia (1958)
- Holiday in Spain (1959)
- Two Million Strings, con Werner Müller (1959)
- Songs of Old Russia (1959)
- Candelight Serenade (1960)
- The Best of Everything (1961)
- A Violin Sings (1962)
- On Lovers' Road (1963)
- Candlelight Serenade (1965)
- De Gouden Plaat Van Helmut Zacharias (1967)

- Happy Strings Happy Hits (1967)
- James Last Meets Helmut Zacharias (1967)
- Happy Strings of Zacharias (1968)
- Light My Fire (1968)
- Mexico Melody (1968)
- Zacharias Plays The Hits (1969)
- Zacharias Plays Verdi & Puccini (1970)
- Zacharias Plays Verdi & Bizet (1970)
- Greatest Hits (1973)
- Buenos Días (1974)
- Swinging Hits (1977)
- Les Belles Années (1978)